# Памятник Ханддоржу
Памятник Ханддоржу (монг. Ханддоржийн хөшөө) — памятник монгольскому политическому и дипломатическому деятелю, князю М. Ханддоржу, располагающийся в столице Монголии, Улан-Баторе.

## История
Инициатива создания памятника князю Ханддоржу, основателю монгольской дипломатической службы, принадлежала обществу «Чинван Ханддорж», которое частично предоставила средства на его изготовление; остальную часть средств предоставило правительство Улан-Батора. Скульптуру, созданную по эскизу скульптора Г. Энхтура, изготовила отечественная компания «Монгольское художественное литьё», а её открытие приурочили к столетнему юбилею монгольской независимости. На церемонии открытия присутствовали министр иностранных дел Г. Занданшатар, министр культуры Ё. Отгонбаяр, а также другие общественные и политические деятели.
Высота статуи — 2,5 м; с постаментом — почти 5 м. Памятник располагается в столичном районе Сухэ-Батор, рядом с домом Ханддоржа, в котором организован Музей истории дипломатической службы.